# 埃舍爾博物館
埃舍爾博物館（Escher Museum）是位於荷蘭城市海牙的一座博物館，主要收藏荷蘭版畫藝術家莫里茨·科內利斯·埃舍爾的作品。自2002年11月開始，博物館就位於蘭格福爾豪特宮之內。埃舍爾博物館共有三層，包含兩層展廳和一個位於地下室的咖啡廳。博物館介紹了埃舍爾的生平，展示了他的創作工具（木版畫）以及許多作品。

## 外部連結
- Escher in het Paleis （页面存档备份，存于） (official website)